# Il delitto Matteotti (film 1956)
Il delitto Matteotti è un film documentario del 1956 diretto da Nelo Risi.

## Trama
"Nel 1924 un grave fatto chiudeva oltre mezzo secolo di democrazia parlamentare italiana". Così inizia la voce narrante del breve documentario che s'incentra sul grave delitto che segna l'inizio del Ventennio.
Immagini d'archivio dell'epoca precedono la lettura dell'ultimo discorso del deputato socialista Matteotti, tenuto a Montecitorio il 30 maggio dello stesso anno.
Segue il racconto dell'aggressione dei fascisti a bordo di una Lancia, filmata mentre corre per vie di campagna, e il dibattito scaturito in parlamento e nella cittadinanza dopo la diffusione della notizia del delitto.
La ricerca del corpo porta al ritrovamento, rinvenuto "sfatto" 67 giorni dopo l'uccisione.
Infine è raccontata la traslazione delle spoglie, quasi in segreto, a Fratta Polesine, città natale dove verrà sepolto, la cui popolazione è ringraziata nei titoli di coda per la collaborazione.